# Lioessens
Lioessens (Fries, officieel: Ljussens, [’ljösəⁿs]) is een dorp in de gemeente Noardeast-Fryslân, in de Nederlandse provincie Friesland. Lioessens ligt tussen Anjum en Oosternijkerk, een paar honderd meter ten noorden van Morra. Het dorp ligt even ten noordwesten van de Dijkstervaart. Het postcodegebied van Lioessens loopt helemaal door tot de Waddenzee. Het dorp werkt veel samen met Morra waarmee het een tweelingdorp vormt. In 2023 telde het dorp 390 inwoners.

## Geschiedenis
Lioessens is ontstaan op een relatief kleine terp aan de oostkant van het huidige dorp. Het dorp heeft zich daarna naar het westen toe ontwikkeld als een komdorp. Lioessens lag op een hoger gelegen akkerbouwgrond, ten opzichte van het lager gelegen weidegebied waarin Morra ligt. De Dijkstervaart vormde vroeger de grens tussen de twee gebieden. 
De plaats werd in 1401 vermeld als Luscens, in 1409 als Liussenze, in 1500 als lijoesens en in 1579 als Liosens. De plaatsnaam is waarschijnlijk te herleiden via de naam Liussingi - mensen van de persoon Liusse (afgeleid van Liutfrid), dus een plaats bewoond door een familie van deze persoon.
Lioessens lag tot de gemeentelijke herindeling van 1984 in de toenmalige gemeente Oostdongeradeel. Daarna viel Lioessens tot 2019 tot de gemeente Dongeradeel, waarna deze opging in de gemeente Noardeast-Fryslân.

## Kerken
Het dorp heeft twee kerken. De oudste kerk is de Hervormde kerk. De kerk werd in de 13e eeuw gebouwd maar over de eeuwen heen meerdere keren totaal verbouwd waardoor er slechts sprake is van restanten uit de 13e eeuw, met name de noordgevel. De zuidzijde van kerk werd rond 1480 in gotisch vormen (spitsboogvensters) verbreed.
In de 19e en 20ste eeuw werd flink verbouwd aan de kerk. In 1924 werd de zadeldaktoren vervangen door een houten geveltoren Daarin hangt een luidklok die uit 1498 dateert.
De andere kerk is Gereformeerde kerk. Deze kerk werd gebouwd op plannen van de architect Ane Nauta en dateert uit 1927. Het is een T-vormige kerkgebouw met expressionistische elementen en met terzijde geplaatste toren met tentdak.

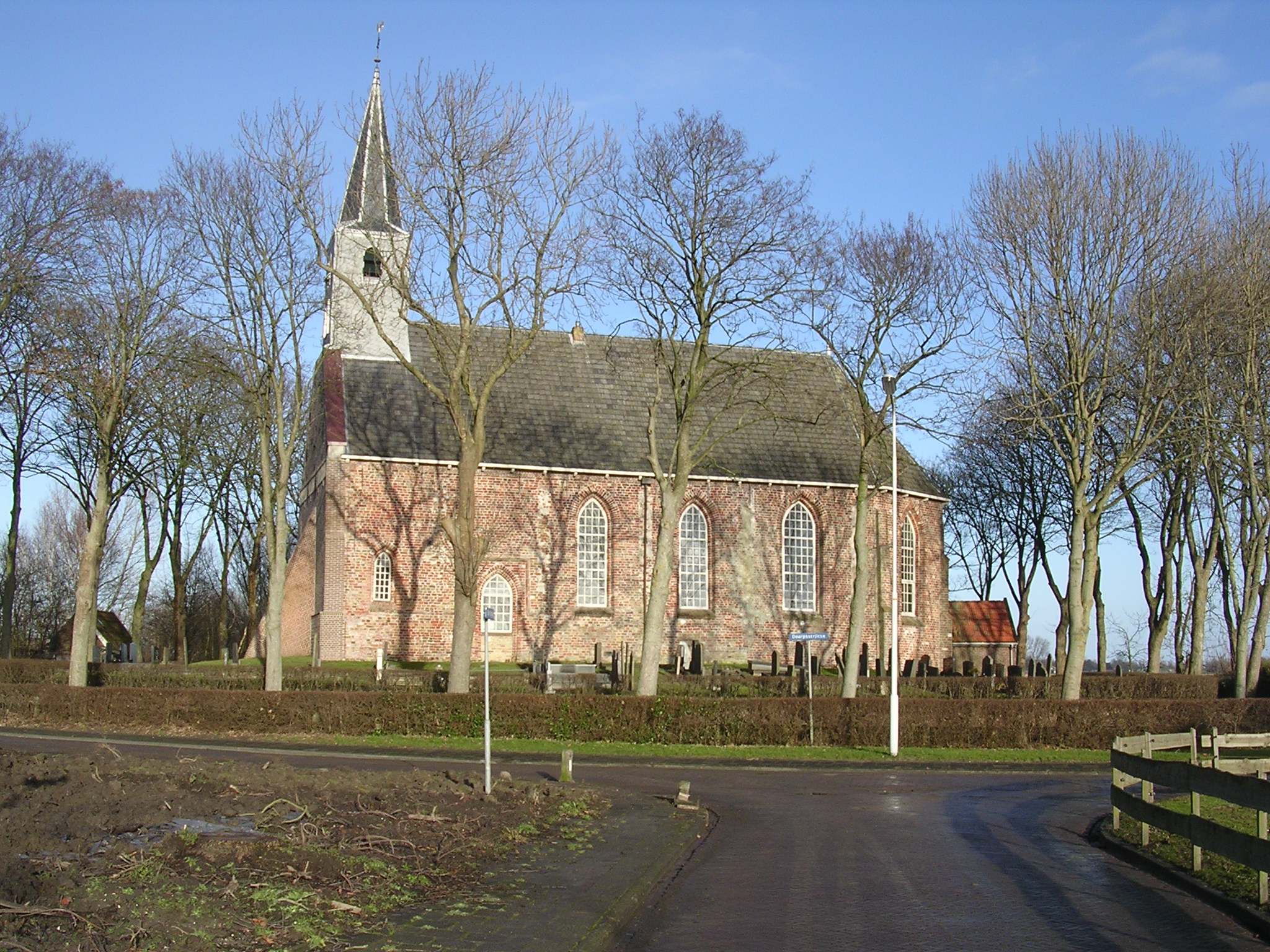
Hervormde kerk
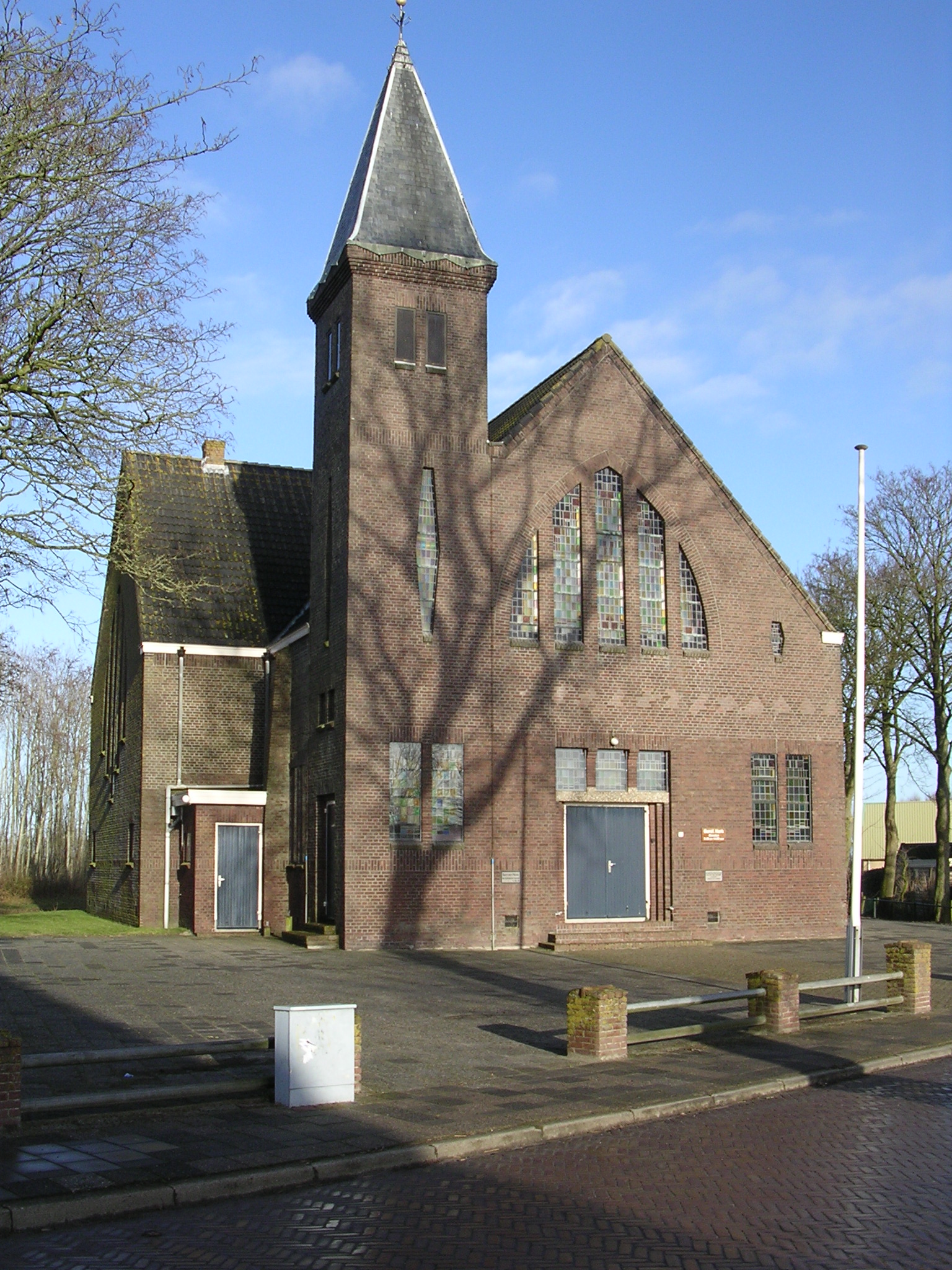
Gereformeerde kerk

## Sport
Het tweelingdorp kent gezamenlijk de kaatsvereniging Warber Bliuwe.

## Cultuur
In Morra staat het dorpshuis van het tweelingdorp, De Stikel. Gezamenlijk heeft men de muziekvereniging CMV Advendo en een dorpskrant. Lioessens heeft verder een toneelvereniging, Mei Nocht Foar 't Ljocht geheten.

## Onderwijs
Het dorp kent een basisschool, De Griffel geheten. De school is tevens de dichtstbijzijnde school voor kinderen uit het buurdorp Morra.

## Treinstation
Net voor de dorpsgrens met Morra was er een stopplaats aan de toenmalige spoorlijn Leeuwarden - Anjum. De halte werd geopend op het eind van de zomer van 1913, maar gesloten in de lente van 1935. Het stationsgebouw van station Morra-Lioessens dateert uit 1909 en werd bij de sluiting gespaard. Het gebouw is anno 2019 nog in nagenoeg originele staat.

## Geboren in Lioessens
- Liepke Scheepstra (1918-2002), verzetsman tijdens de Tweede Wereldoorlog